# Verband für lesbische, schwule, bisexuelle, trans*, intersexuelle und queere Menschen in der Psychologie
Der Verband für lesbische, schwule, bisexuelle, trans*, intersexuelle und queere Menschen in der Psychologie VLSP e.V. ist ein bundesweit aktiver gemeinnütziger Verein. Er besteht seit 1993. Seine Mitglieder sind hauptsächlich lsbtiq-Menschen mit einer Berufstätigkeit im Bereich der Psychologie. Mit seinen Empfehlungen zur Psychotherapie und Beratung mit lesbischen, schwulen und bisexuellen Klient_innen erreichte der VLSP 2015 fachlich internationale Wahrnehmung durch IPsyNet, eine Unterorganisation der American Psychological Association (APA). Die Empfehlungen fanden Eingang in deren Sammlung Guidelines and Practice Position Statements, die bei der Ausbildung von Psychologen in Bezug auf sexuelle Orientierungen Hilfestellung geben soll.

## Ziele
Der VLSP sieht sein Verbandsziel in der Förderung der wissenschaftlichen Psychologie und veranstaltet zusammen mit Partnern einen jährlichen Kongress zu Themen, die sich mit homosexueller Lebenswelt und -weise beschäftigen. Sein Schwerpunkt liegt dabei auf Theorie und Praxis der Psychologie, welche die Lebensweise von LSBTIQ (Lesben, Schwulen, Bisexuellen, transsexuelle und intersexuellen und queeren Menschen) zum Gegenstand hat. Die Tätigkeit des Vereins erstreckt sich auf lsbtiq-Menschen, die Fachöffentlichkeit und die allgemeine Öffentlichkeit. Der VLSP gilt als Plattform des Austausches für praktisch und forschend arbeitende Kollegen im Bereich der lsbtiq-Psychologie. Eine wichtige Aufgabe sieht der Verband in der Unterstützung und Weiterverweisung von Klienten, z. B. bei der Suche nach einem Psychotherapieplatz. Die Webseite des VLSP stellt hierzu und zu psychologischen Gesundheitsthemen viele Informationen für lsbtiq-Menschen bereit. Die Webseite ist als Website mit vertrauenswürdigen medizinischen Informationen HON-zertifiziert. Auf den VLSP als Informationsquelle für Menschen, die psychologische Beratung oder Psychotherapie im lsbtiq-Bereich suchen, wird mittlerweile bundesweit von unterschiedlichen Organisationen und Initiativen verwiesen. Der Verein engagiert sich gesundheitspolitisch in Form von Stellungnahmen und Aktionen gegen sogenannte Konversionstherapien und andere Praktiken im Gesundheitswesen, die Lesben, Schwule, Bisexuelle, trans-/intersexuelle und queere Menschen diskriminieren.
Ziele sind laut der Homepage des Verbandes:
- Schaffung eines Netzwerks zur Unterstützung aller in psychologischen Berufsfeldern tätigen Menschen, die sich mit den Themen sexuelle Orientierung und geschlechtliche Vielfalt auseinandersetzen wollen.
- Förderung und Entwicklung affirmativer psychologischer Theorien zu sexueller Orientierung und geschlechtlicher Vielfalt in Forschung, Lehre, Weiterbildung und praktischer therapeutischer Anwendung, in Abgrenzung zur Ex-Gay-Bewegung und Vertretern der Konversionstherapie
- Aufzeigen und Bekämpfung von lsbtiq-feindlichen Tendenzen in der Psychologie und in der Gesellschaft
- Präsenz zeigen und Stellung beziehen als fachliche Stimme in der Öffentlichkeit.
- Förderung einer Psychologie, die keine Bevölkerungsgruppe diskriminiert, sondern zum Wohle aller Menschen tätig ist
- Förderung einer Psychologie, die sich als Wissenschaft zum Verständnis der Menschen untereinander sieht und dazu wissenschaftliche und lebenspraktische Hilfen gibt.
- Förderung einer Psychologie als Arbeitsfeld für Wissenschaftler und Praktiker, die sich gegenseitig achten, anerkennen und die Unterschiedlichkeit der jeweils anderen Person als Bereicherung der Psychologie verstehen.

## Struktur und Zahlen
Im Verband sind – mit steigender Tendenz – 349 Mitglieder (Stand: Jan 2023. Information durch den Vorstand).
- Mitgliedschaft: Nur natürliche Personen können Mitglied werden. Vorausgesetzt wird, dass sie die Ziele des Vereins unterstützen und auf dem Gebiet der Psychologie tätig sind. Dabei wird in der Regel ein akademischer Abschluss in der Psychologie oder einem verwandten Fach vorausgesetzt, aber auch Studierende dieser Fächer können Mitglieder werden. Alternativ zu einem Studium der Psychologie ist für die Mitgliedschaft auch z. B. ein Studium der Pädagogik, Sozialpädagogik oder Medizin gängige Voraussetzung.[11]
- Mitgliederversammlung: das höchste Gremium des Verbandes ist die Mitgliederversammlung, in der jedes Mitglied eine Stimme hat und die mindestens jährlich tagt. U.a. wählt sie den Vorstand. Zumeist findet die Mitgliederversammlung im Rahmen der Jahrestagung statt.[12]
- Vorstand: der Vorstand besteht aus drei bis sieben Personen, wobei großer Wert auf eine vielfältige Geschlechterrepräsentanz gelegt werden muss. Die Amtszeit beträgt zwei Jahre. Satzungsgemäße Organe des Vereins sind ausschließlich die Mitgliederversammlung und der Vorstand.[13]
- Jahrestagung: In fast jedem Jahr seit der Vereinsgründung wurde eine Jahrestagung oder ein Kongress abgehalten. Hier werden unterschiedliche Vorträge, Seminare oder Workshops aus dem Bereich der lsbtiq-Psychologie angeboten. Üblicherweise findet in diesem Rahmen die Mitgliederversammlung statt.[14]
- Regionalgruppen: Es bestehen Regionalgruppen in Berlin, Hamburg, Stuttgart und dem Ruhrgebiet (Stand 2015). Die Regionalgruppen fördern den kollegialen Kontakt vor Ort und stärken die Vernetzung. Einige der Regionalgruppen sind als Qualitätszirkel oder Intervisionsgruppe von den Psychotherapeutenkammern offiziell akkreditiert.[15]
- Arbeitsgruppen (AG): Für thematische Projekte bestehen regional unabhängige Arbeitsgruppen, z. B. Homepageredaktion, Trans-Arbeitsgruppe, AG für affirmative Therapiefortbildung. Frühere AGs setzten sich u. a. mit der Entwicklung von Empfehlungen zum psychologischen/psychotherapeutischen Umgang mit LSB-Klienten auseinander. Eine andere AG startete eine Umfrage nach lsbtiq-freundlichen Psychotherapiekliniken. AGs sollen den Mitgliedern die Möglichkeit eröffnen, sich für bestimmte Projekte besonders zu engagieren.[16]

## Verbandsleben
Der VLSP setzt sich thematisch z. B. mit Diversitytrainings, Belangen Transsexueller oder Leitlinienentwicklung zu affirmativen Behandlungsansätzen (z. B. Beratung von Klienten bei internalisierter Homophobie) auseinander. Zumeist im Frühjahr findet eine Jahrestagung der Verbandsmitglieder statt. Darüber hinaus stehen die Mitglieder über die Homepage, Mailinglisten, Regional- und themenspezifische Fachgruppen in Verbindung. Dies trägt zur Stärkung der Mitglieder bei und verbessert den Zusammenhalt im Bundesverband. Der Verband kooperiert mit zahlreichen lsbtiq-Beratungsstellen und Professionellen; ein Beispiel hierfür ist die Psychologische Lesben- und Schwulenberatung Rhein-Neckar (PLUS). Über IPsyNet, einer Unterorganisation der American Psychological Association APA, steht der VLSP in Verbindung mit amerikanischen und anderen internationalen Fachorganisationen.

## Geschichte
Der VLSP wurde 1993 in München unter dem Namen „Verband lesbischer Psychologinnen und schwuler Psychologen in Deutschland e.V.“ gegründet. Bis heute hat der Verband seinen juristischen Sitz in München, auch wenn sich die Geschäftsstelle in Mannheim befindet. Wie der alte, im Kürzel noch verwendete Name nahelegte, zielte der Verband zunächst nur auf schwule und lesbische Psychologen und Psychologinnen; so sah die Gründungssatzung lediglich die Beförderung einer schwul-lesbischen Psychologie als zentrales Verbandsziel vor. Zugleich sah sich der VLSP von Anfang an als Verband von Kollegen aus allen Fach- und Arbeitsbereichen der Psychologie, auch wenn traditionell ein Großteil der Mitglieder im klinisch-therapeutischen Bereich tätig waren und sind. Ein Hochschulabschluss in Psychologie oder ein laufendes Studium ist schon in der ersten Satzung als Voraussetzung für die Mitgliedschaft verlangt worden. Eine größere Satzungsänderung erfolgte durch die Mitgliederversammlung 2008. Seitdem ist die Mitgliedschaft im VLSP auch für Personen aus angrenzenden Fachbereichen möglich, die im Bereich der Psychologie arbeiten. Mittlerweile finden sich Mitglieder mit einem medizinischen, sozial-pädagogischen oder pädagogischen Studium. Der Verbandsname wurde auf der Mitgliederversammlung 2009 in „Verband von Lesben und Schwulen in der Psychologie“ unter Beibehaltung des Kürzels geändert. Eine weitere nennenswerte Satzungsänderung erfolgte im April 2015 auf der Mitgliederversammlung im „Waldschlösschen“ bei Göttingen. Hier wurde das Verbandsziel auf eine lsbtiq-Psychologie erweitert, um neben Schwulen und Lesben auch explizit bisexuelle, transidente, intersexuelle und queere Menschen anzusprechen. Seitdem lautet der vollständige Verbandsname „Verband für lesbische, schwule, bisexuelle, trans-, intersexuelle und queere Menschen in der Psychologie“. Im Jahr 2006 geriet der VLSP in eine existentielle Krise. Vorausgegangen war ein aufwendig konzipierter Kongress zum Thema Migration (Ein- und Auswanderung) und kulturelle Vielfalt, der in Berlin stattfinden sollte. Da sich – womöglich wegen unzureichender Öffentlichkeitsarbeit – nur wenige Personen zur Teilnahme angemeldet hatten und ein hoher finanzieller Fehlbetrag zu erwarten war, wurde die Veranstaltung kurzfristig abgesagt. Trotzdem kamen auf den Verband hohe Kosten zu, die eine finanzielle Krise nach sich zogen. Zudem beantragte der damalige Vorstand die Selbstauflösung des Verbandes. Um die Führung der Geschäfte zumindest vorübergehend zu gewährleisten, wurde ein vierköpfiger Interimsvorstand gewählt. Als Folge der Krise verlor der Verband annähernd 1/3 seiner Mitglieder. Im darauffolgenden Jahr (2007) entschieden sich die Mitglieder auf der ordentlichen Mitgliederversammlung in Stuttgart nach einer emotionalen Aussprache für den Erhalt des VLSP und gegen den Antrag auf Selbstauflösung. Als erhebliche Veränderung im Verbandsleben werden seit der Krise keine Kongresse mehr veranstaltet, sondern Jahrestreffen, die finanziell und organisatorisch weniger aufwändig sind und ihren Fokus mehr auf den Zusammenhalt und Austausch der Mitglieder legen. Seitdem konnte sich der Verband personell und finanziell stabilisieren. Er hat heute mehr Mitglieder als vor der Krise.
2012 haben Positionen des VLSP Eingang in den NRW-Aktionsplan für Gleichstellung und Akzeptanz sexueller und geschlechtlicher Vielfalt – gegen Homo- und Transphobie der Landesregierung Nordrhein-Westfalen gefunden. In den Jahren 2009–2014 entwickelte der VLSP seine Empfehlungen zur Psychotherapie und Beratung mit lesbischen, schwulen und bisexuellen Klient_innen. Nach einem abschließenden Votum der Mitgliederversammlung 2014 folgte die Veröffentlichung in der DGVT-Mitgliederzeitschrift VPP – Verhaltenstherapie & psychosoziale Praxis und erreichte hierüber bundesweit ca. 7000 Fachkollegen. Die Empfehlungen dienen dem Netzwerk LSBTTIQ Baden-Württemberg als Grundlage für seine Qualitätsstandards bei der psychologischen Beratungsarbeit. 2015 wurden die Empfehlungen durch IPsyNet, eine Unterorganisation der American Psychological Association (APA), international wahrgenommen. Die Empfehlungen fanden Eingang in deren Sammlung Guidelines and Practice Position Statements, die die Ausbildung von Psychologen in Bezug auf sexuelle Orientierungen unterstützen soll. Im Jahr 2015 verabschiedete die Mitgliederversammlung ein umfassend ausgearbeitetes Positionspapier zum Thema „Pädosexualität“. Seither nimmt der Verband in Anspruch, als einer der wenigen lsbtiq-Verbände sich hierzu kritisch auseinandergesetzt und positioniert zu haben. 2015 trat der Verband dem Ethikverein bei. In Baden-Württemberg arbeitet der Verein im Verband Netzwerk LSBTTIQ Baden-Württemberg mit.

## Veröffentlichungen (Auswahl)
- Positionspapier Pädosexualität und sexualisierte Gewalt gegen Kinder und Jugendliche. VLSP-Schriftenreihe 2015/1. doi:10.17194/vlsp.2015.1
- Gesundheit und therapeutische Versorgung von Lesben, Schwulen, Bisexuellen, Trans*Personen und ihren Familien. Verhaltenstherapie & Psychosoziale Praxis (VPP). dgvt-Verlag, 2015.
- G. Wolf, M. Fünfgeld, R. Oehler, S. Andrae: Empfehlungen zur Psychotherapie und Beratung mit lesbischen, schwulen und bisexuellen Klient_innen. In: Verhaltenstherapie & psychosoziale Praxis. dgvt-Verlag, 47, 2015, S. 21–48.
- U. Biechele, P. Hammelstein, T. Heinrich (Hrsg.): anders ver-rückt?! Lesben und Schwule in der Psychiatrie.  Pabst Science Publishers, Lengerich 2006.
- Gesundheit von Lesben, Schwulen und Bisexuellen – Forschung und therapeutische Praxis. In: Verhaltenstherapie & psychosoziale Praxis. (VPP), Heft 3, 2006. (Kongressreferate zur VLSP-Tagung in Frankfurt: Spezifische Problembereiche in der therapeutischen Versorgung von Lesben, Schwulen und Bisexuellen)
- K. Lemmen, J. Schepers, H. Sweers, K. Tillmann (Hrsg.): Sexualität wohin? Hinblicke. Einblicke. Ausblicke. Deutsche AIDS-Hilfe, Berlin 2005. (Kongressband zur LSP-Tagung in Berlin: Sexualität wo-hin? Hinblicke. Einblicke. Ausblicke.)
- M. C. Steffens, M. Ise (Hrsg.): Jahrbuch Lesben – Schwule – Psychologie. Pabst, Lengerich 2003. (Kongressband zur VLSP-Tagung in Hannover: Abgrenzung – Zusammenarbeit – Wo geht es hin?)
- Deutsche AIDS-Hilfe (Hrsg.): Beratung von Lesben und Schwulen. Deutsche AIDS-Hilfe, Berlin 2001. (Kongressband zur VLSP-Tagung in München: Selbstverständlich: Beratung und Therapie mit Lesben und Schwulen)
- Deutsche AIDS-Hilfe (Hrsg.): Lesben und Schwule in der Arbeitswelt. Deutsche AIDS-Hilfe, Berlin 1999. (Kongressband zur VLSP-Tagung in Hamburg: Lesben und Schwule in der Arbeitswelt)
- U. Biechele (Hrsg.): Identitätsbildung, Identitätsverwirrung, Identitätspolitik – eine psychologische Standortbestimmung für Lesben, Schwule und andere. Deutsche AIDS-Hilfe, Berlin 1998. (Kongressband zur VLSP-Tagung in Mannheim: Identitätsbildung, Identitätsverwirrung, Identitätspolitik)
- M. C. Steffens, M. Reipen (Hrsg.): Versteckt und mittendrin: zur (Selbst-)Darstellung und Wahrnehmung von Lesben und Schwulen in der Öffentlichkeit. Profil, München 1997. (Kongressband zur VLSP-Tagung in Köln: Versteckt und mittendrin: Zur (Selbst-)Darstellung und Wahrnehmung von Lesben und Schwulen in der Öffentlichkeit)
- M. Reipen (Hrsg.): Ganz normal?! Lesbischer und schwuler Alltag zwischen Selbstbestimmung und Anpassung. Profil, München 1996. (Kongressband zur VLSP-Tagung in München: Ganz normal?! Lesbischer und schwuler Alltag zwischen Selbstbestimmung und Anpassung)
- M. Bittner, G. Reisbeck (Hrsg.): Aufbruch zu anderen Ufern. Lesbische und schwule Perspektiven in der Psychologie. Profil, München 1995. (Kongressband zur VLSP-Tagung in München: Aufbruch zu anderen Ufern: Lesbische und schwule Perspektiven in der Psychologie)